# Маріо Фрік
Маріо Фрік (нім. Mario Frick, народився 8 травня 1965) — державний і політичний діяч Ліхтенштейну.
Прем'єр-міністр Ліхтенштейну у 1993–2001 роках. Політика уряду Маріо Фріка була спрямована на залученість Ліхтенштейну у процес європейської інтеграції. У роки керівництва Маріо Фріком урядом Ліхтенштейн вплутався у затяжний дипломатичний конфлікт з Чехією через претензії князівської родини Ліхтенштейну на земельну власність на території сучасної Чехії, відібрану у неї після Другої світової війни. Після відставки з поста прем'єр-міністра знаходиться в опозиції до політичного курсу князя Ліхтенштейну, спрямованого на посилення влади монарха.
Закінчив юридичний факультет університету в Санкт-Галлені, нині займається адвокатською практикою.
Маріо Фрік є наймолодшою людиною, яка коли-небудь займала пост глави уряду. На момент обрання йому було всього двадцять вісім років.